# Fear Is the Mindkiller
Fear Is the Mindkiller – pierwszy album EP-Remix amerykańskiego zespołu metalowego Fear Factory. Album wydany w 1993 przez wytwórnie Roadrunner Records. Za remiksowane byli odpowiedzialni Rhys Fulber i Bill Leeb z Front Line Assembly.

## Lista utworów
Opracowano na podstawie materiału źródłowego.
1. "Martyr (Suffer Bastard Mix)" – 7:14
2. "Self Immolation (Vein Tap Mix)" – 5:32
3. "Scapegoat (Pigfuck Mix)" – 4:37
4. "Scumgrief (Deep Dub Trauma Mix)" – 6:20
5. "Self Immolation (Liquid Sky Mix)" – 6:06
6. "Self Immolation (LP Version)" – 2:44

## Twórcy
Opracowano na podstawie materiału źródłowego.
- Burton C. Bell - wokal
- Dino Cazares - gitara, gitara basowa
- Raymond Herrera - perkusja